# Mustapha Bundu
Mustapha Bundu (* 27. Februar 1997 in Freetown) ist ein sierra-leonischer Fußballspieler, der seit 2025 beim deutschen Zweitligisten Hannover 96 unter Vertrag steht. Der Flügelspieler ist seit September 2019 sierra-leonischer Nationalspieler.

## Karriere

### Verein
Der in der sierra-leonischen Hauptstadt Freetown geborene Mustapha Bundu begann seine fußballerische Ausbildung in der Nachwuchsakademie der „Craig Bellamy Foundation“. Ein Studentenvisum ermöglichte ihm schließlich einen Umzug nach England, wo er das Hartpury College in Hartpury, Gloucestershire besuchte und in der dortigen Schulmannschaft spielte. Im November 2015 schloss er sich dem FC Hereford an, der in der neuntklassigen Midland Football League spielte. Mit 25 Saisontoren war er ein entscheidender Faktor am Aufstieg der Bulls. Da es ihm aus arbeitsrechtlichen Gründen jedoch nicht erlaubt war, bei einem höherklassigeren Verein zu spielen, musste er den FC Hereford zum Saisonende verlassen.
Anfang August 2016 absolvierte er ein zehntägiges Probetraining beim dänischen Erstligisten Aarhus GF, der ihn am 31. August 2016 schließlich mit einem Einjahresvertrag ausstattete. Sein Debüt in der Superligaen bestritt er am 23. Oktober 2016 (14. Spieltag) bei der 0:1-Auswärtsniederlage gegen den Brøndby IF, als er in der 78. Spielminute für Martin Spelmann eingewechselt wurde. Im Dezember 2016 verlängerte er seinen Vertrag vorzeitig bis 2021. In der Vorrunde der Saison 2016/17 kam er nur sporadisch zum Einsatz. Am 2. April 2017, dem ersten Spieltag der Abstiegsrunde, erzielte er beim 4:2-Auswärtssieg gegen den Viborg FF sein erstes Ligator. In den nächsten Partien spielte er regelmäßig und beendete die Spielzeit mit 12 Ligaeinsätzen, in denen ihm ein Torerfolg gelang.
In der nächsten Saison 2017/18 galt er bereits als Stammkraft. Am 18. November 2017 (16. Spieltag) erzielte er beim 3:1-Heimsieg gegen den Silkeborg IF einen Doppelpack. Insgesamt gelangen ihm in 31 Ligaeinsätzen zwei weitere Treffer und zwei Assists. In der Spielzeit 2018/19 bestritt er ebenfalls 31 Ligaspiele, in denen er erneut vier Tore erzielte und acht weitere Treffer vorbereitete. Der Durchbruch gelang ihm in der darauffolgenden Saison 2019/20, in der er bereits früh viele Torbeteiligungen sammeln konnte. Am 15. September 2019 (10. Spieltag) schoss er seine Mannschaft mit einem Hattrick zum 3:0-Heimsieg gegen den Aalborg BK. Ein vergleichbares Kunststück gelang ihm zwei Wochen später (11. Spieltag) beim 3:1-Heimsieg gegen den FC Nordsjælland, in dem er alle drei Treffer der Hviie vorbereiten konnte. Insgesamt gelangen ihm in dieser Spielzeit in 27 Ligaeinsätzen acht Tore und 12 Vorlagen.
Im August 2020 wechselte Bundu zum belgischen Erstdivisionär RSC Anderlecht und unterschrieb dort einen Vertrag mit einer Laufzeit von vier Jahren. In der Division 1A konnte er sich jedoch nicht als Stammspieler durchsetzen. Bereits Ende Januar 2021 wurde er für den Rest der Saison 2020/21 zurück nach Dänemark an den FC Kopenhagen mit anschließender Kaufoption ausgeliehen. Dje Kaufoption wurde nicht ausgeübt, so dass Bundu in der Saison 2021/22 wieder zum Kader des RSC Anderlecht gehörte.
Bundu stand für Anderlecht in einem von vier Qualifikationsspielen zur Europa Conference League sowie am ersten Spieltag der neuen Saison der Division 1A auf dem Platz. Ansonsten wurde er im Spieltagskader nicht berücksichtigt.
Ende August 2021 wurde kurz vor Ende des Transferfenster eine Ausleihe für den Rest der Saison 2021/22 mit anschließender Kaufoption zu seinem alten Verein Aarhus GF vereinbart. Bundu bestritt für Aarhus 22 von 25 möglichen Ligaspielen, in denen er drei Tore schoss, sowie ein Pokalspiel. Die Kaufoption wurde nicht ausgeübt, so dass er in der Saison 2022/23 zunächst wieder im Kader des RSC Anderlecht stand.
Erneut wurde er, ohne dass er ein Spiel für Anderlecht bestritten hatte, Anfang September 2022 ausgeliehen, diesmal an den FC Andorra in der spanischen zweiten Liga.
Seit September 2023 spielt er in der EFL Championship bei Plymouth Argyle, wo er einen Vertrag mit zweijähriger Laufzeit unterschrieb. Mitte 2025 wechselte er zu Hannover 96 in die 2. Fußball-Bundesliga.

### Nationalmannschaft
Seine erste Nominierung in den vorläufigen Kader der sierra-leonischen Nationalmannschaft erhielt Mustapha Bundu im August 2018. Er schaffte es jedoch vorerst nicht in die endgültige 23-Mann-Auswahl. Im September 2019 wurde er schließlich erstmals inkludiert und bei der 1:3-Auswärtsniederlage gegen Liberia in der Qualifikation zur Weltmeisterschaft 2022 ersetzte er in der Schlussphase Alimamy Bundu.